# Кубок виклику (Австро-Угорщина)
Кубок виклику (нім. Challenge Cup) — футбольний турнір на території Австро-Угорської імперії. В ньому брали участь футбольні клуби з трьох найбільших міст імперії: Будапешта, Відня та Праги. Кубок виклику проводився не регулярно, за складною схемою. За чотирнадцять років існування зіграно 10 турнірів.

## Статистика

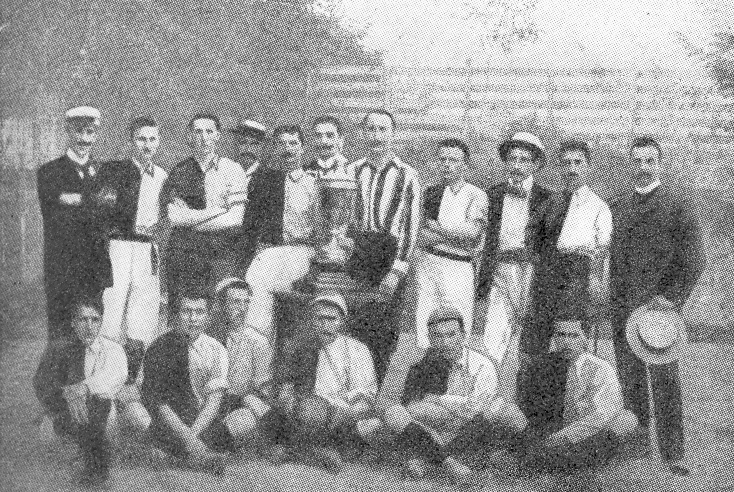
«Фірст Вієнна» з кубком виклику після фіналу. 5 березня 1899

### За регіоном
| Регіон   | Перемог | Фіналів |
| -------- | ------- | ------- |
| Австрія  | 9       | 5       |
| Угорщина | 1       | 3       |
| Богемія  | 0       | 2       |

### За клубом
| Клуб                        | Перемог | Фіналів |
| --------------------------- | ------- | ------- |
| «Вінер АК»                  | 3       | 0       |
| «Вієнна Крикет ФК»          | 2       | 2       |
| «Фірст Вієнна»              | 2       | 0       |
| «Вінер Шпорт-Клуб»          | 2       | 1       |
| «Ференцварош»               | 1       | 1       |
| «Вінер 1898»                | 0       | 1       |
| «Вікторія»                  | 0       | 1       |
| «Славія»                    | 0       | 1       |
| БТК                         | 0       | 1       |
| «ЧАФК Краловські Виногради» | 0       | 1       |
| «Мадьяр»                    | 0       | 1       |

## Усі фінали
| Сезон   | Дата              | Переможець                  | Рахунок | Фіналіст                            |
| ------- | ----------------- | --------------------------- | ------- | ----------------------------------- |
| 1897/98 | 21 листопада 1897 | «Вієнна Крикет» (Відень)    | 7-0     | «Вінер 1898» (Відень)               |
| 1898/99 | 5 березня 1899    | «Фірст Вієнна» (Відень)     | 2-1     | «Вікторія» (Відень)                 |
| 1899/00 | 11 березня 1900   | «Фірст Вієнна» (Відень)     | 2-0     | «Вієнна Крикет» (Відень)            |
| 1900/01 | 21 квітня 1901    | «Вінер АК» (Відень)         | 1-0     | «Славія» (Прага)                    |
| 1901/02 | 19 травня 1902    | «Вієнна Крикет» (Відень)    | 2-1     | БТК (Будапешт)                      |
| 1902/03 | 24 травня 1903    | «Вінер АК» (Відень)         | +:-     | «ЧАФК Краловські Виногради» (Прага) |
| 1903/04 | 10 квітня 1904    | «Вінер АК» (Відень)         | +:-     | «Вієнна Крикет» (Відень)            |
| 1904/05 | 24 квітня 1905    | «Вінер Шпорт-Клуб» (Відень) | 2-1     | «Мадяр АК» (Будапешт)               |
| 1908/09 | 13 червня 1909    | «Ференцварош» (Будапешт)    | 2-1     | «Вінер Шпорт-Клуб» (Відень)         |
| 1910/11 | 23 вересня 1911   | «Вінер Шпорт-Клуб» (Відень) | 3-0     | «Ференцварош» (Будапешт)            |

## Цікаві факти
- Існує думка, що кубок виклику — попередник кубка Мітропи.